# Universitat de Graz
La Universitat de Graz és la universitat més gran i antiga d'Estíria, així com la segona universitat més gran i més antiga d'Àustria.

## Història
La universitat va ser fundada l'any 1585 per l'arxiduc Carles II d'Àustria. La butlla de l'1 de gener de 1586, publicada el 15 d'abril de 1586, fou aprovada pel papa Sixt V. Durant la major part de la seva existència va estar controlada per l'Església Catòlica, i va ser clausirada el 1782 per l'emperador Josep II en un intent d'aconseguir el control estatal sobre les institucions educatives. Josep II la va transformar en un lyceum on es formaven funcionaris i personal sanitari. El 1827 va ser restituïda com a universitat per l'emperador Francesc I, guanyant així el nom de Karl-Franzens-Universität.
La universitat està dividida en sis facultats, les dues més grans són la d'Arts i Humanitats i la de Ciències Naturals. La resta de facultats són la de Dret, la de Ciències Empresarials, Econòmiques i Socials, la de Ciències Ambientals i d'Educació, i la de Teologia. La facultat de Medicina es va separar de la universitat per la legislació estatal el 2004 i es va convertir en una universitat independent: la Universitat de Medicina de Graz. Les facultats ofereixen una àmplia gamma de programes de grau, postgrau i doctorat, així com titulacions docents específiques en les seves àrees d'expertesa.
Des de la seva restitució, la universitat ha estat el lloc de treball de nombrosos científics i pensadors de renom internacional. El físic Ludwig Boltzmann va ser professor a la universitat dues vegades, primer de 1869 a 1873 i després de 1876 a 1890, mentre desenvolupava la seva teoria estadística de la calor. El premi Nobel de Medicina Otto Loewi va ensenyar a la universitat de 1909 a 1938, i Victor Franz Hess (premi Nobel de Física el 1936) es va graduar a Graz i hi va ensenyar-hi de 1920 a 1931 i de 1937 a 1938. El físic Erwin Schrödinger va ser breument rector de la universitat el 1936.
La Universitat de Graz no té una facultat d'enginyeria diferenciada, però la Universitat de Tecnologia de Graz ofereix programes interuniversitaris de grau i postgrau en cooperació amb la facultat de Ciències Naturals de la universitat. L'estudiantat matriculat en un d'aquests programes assisteix a conferències i seminaris a ambdues universitats i rep un títol combinat al final dels seus estudis.

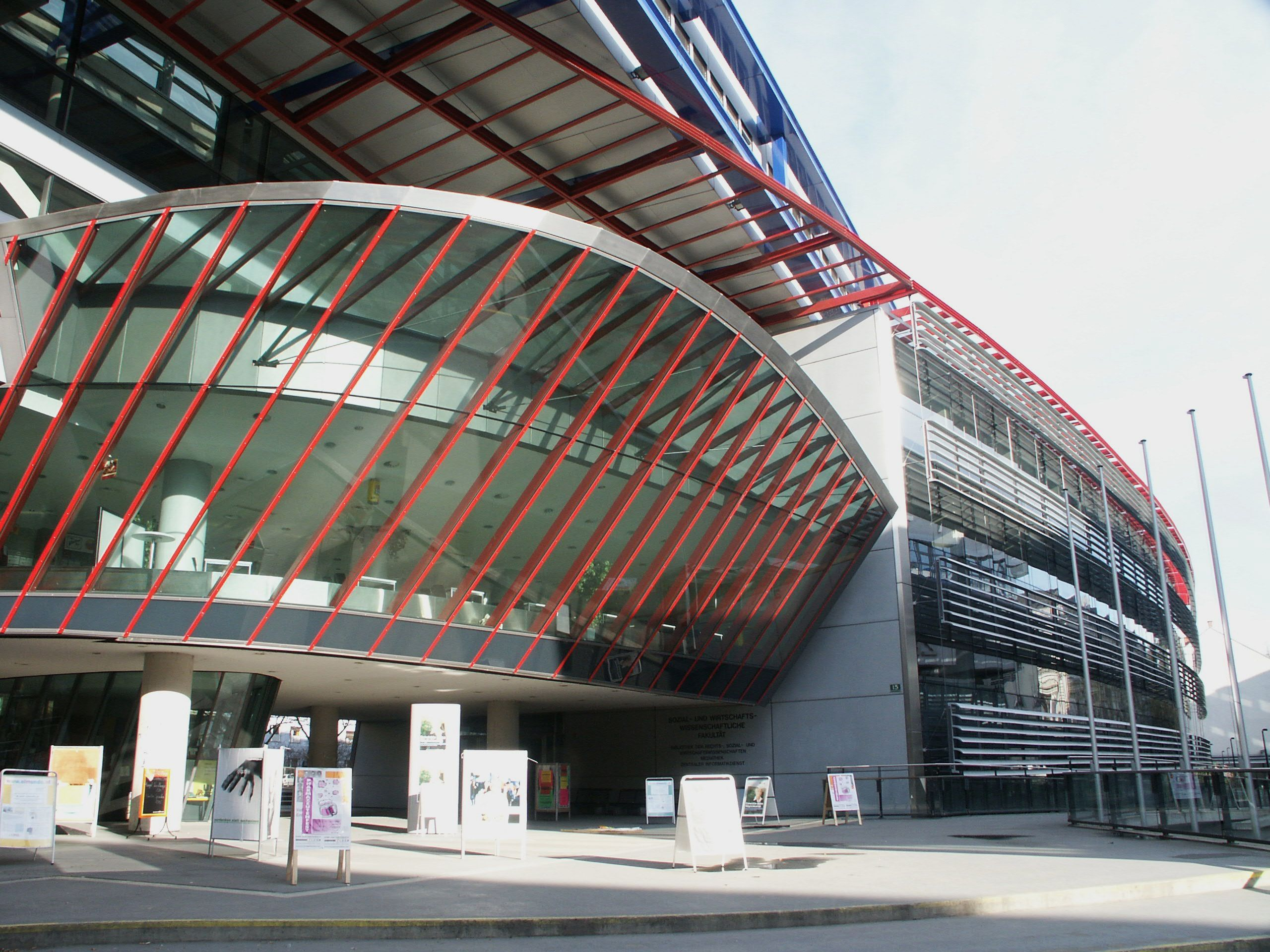
Edifici ReSoWi, seu de les facultats de Dret i Ciències Socials.

A causa de la ubicació de la universitat a prop de la frontera eslovena i de les ciutats de Maribor i Ljubljana, hsitòricament ha atret estudiants eslovens i ha servit com a porta d'entrada al sud-est d'Europa per als estudiosos, científics i empreses austríaques. L'establiment del departament de Llengua i Literatura Eslovenes a la Universitat de Graz, per exemple, va establir les bases per als estudis acadèmics de la cultura, la literatura i la llengua eslovenes agrupats en els anomenats Estudis Eslovens.